# Комитет на постоянните представители
Комитетът на постоянните представители (или съкр. КОРЕПЕР) е помощен комитет към Съвета на Европейския съюз (Съвета на министрите). Подпомага работата на Съвета като разпределя въпросите за обсъждане и дневния ред. Работата му започва след 17:00 часа, когато позициите по различните въпроси на министрите от всяка държава членка му се изпратят. Разглежда се всяка позиция и се сортират темите в две категории – А и Б. Категориите А са сферите, в които повечето представители имат подобни или еднакви гледни точки – съответно по тях може да се постигне по-лесно консенсус. Проблемите в сфера Б са онези, по които е нужно допълнително обсъждане, тъй като позициите са разнородни и не може да се постигне лесно консенсус. Въпросите в категория А минават първи в заседанията, а Б, съответно остават втори като теми за обсъждане. Така например, ако въпросът е от селското стопанство и по него няма напрежение, решението може да бъде взето на най-близката сесия на Съвета на министрите, независимо от състава му на тази сесия.
След разглеждането на дадено предложение на ниво работна група към Съвета и постигане на принципно съгласие по всички или по преобладаващата част от въпросите, предложението се внася за разглеждане в Комитета на постоянните представители (КОРЕПЕР). Комитетът на постоянните представители на държавите членки на ЕС на практика заседава в два формата – КОРЕПЕР I и КОРЕПЕР II .

## КОРЕПЕР I
КОРЕПЕР I заседава на ниво заместници и в него участва заместник-постоянният представител на Република България към ЕС. Той разглежда предимно въпроси, които са предмет на секторните политики на ЕС, включително въпросите на вътрешния пазар, околната среда, транспорта, телекомуникациите, енергетиката, индустрията, заетостта, социалната политика, здравните и потребителски въпроси, изследванията, образованието, младежта, културата и други. Заседанията на КОРЕПЕР I се подготвят от Групата Мертенс, в която участва дипломат от Постоянното представителство на България към ЕС. Този дипломат се нарича за краткост дипломат Мертенс.

## КОРЕПЕР II
КОРЕПЕР II е на ниво посланици и в него участва постоянният представител на Република България към ЕС. Този формат на КОРЕПЕР обикновено разглежда политически въпроси, които се дискутират между държавите членки на Европейския съюз. КОРЕПЕР II разглежда въпроси в областта на Общата външна политика и политика на сигурност; въпроси по политиката на вътрешните работи; икономически и финансови въпроси (вкл. и. бюджетни въпроси), въпроси свързани с разширяването и други. Заседанията на КОРЕПЕР II се подготвят от Групата Античи, в която също участва дипломат от постоянното представителство на България към ЕС. Този дипломат се нарича за краткост дипломат Античи.

## Подготовка на заседанията
Преди всяко заседание на КОРЕПЕР I и КОРЕПЕР II в Постоянното представителство на Република България към ЕС се разпределят точките от дневния ред за съответното заседание. Дневният ред за всяко заседание обикновено включва няколко десетки точки, като всяка точка се разпределя на експерта от Постоянното представителство, който е участвал в съответната работна група към Съвета или респективно е запознат най-отблизо с дадения въпрос. Дипломатите изготвят за заседанията на КОРЕПЕР предварителни съобщения до София, в които се описват датата, заседанието, точката от дневния ред и получените до момента документи, въпросите за дискусия на ниво КОРЕПЕР, в случай че има такива, позициите на останалите държави членки на ЕС и други.
Всяко заседание на КОРЕПЕР I или КОРЕПЕР II се подготвя от Групата Мертенс или Групата Античи, обикновено един ден преди заседанието на съответния формат на КОРЕПЕР. Дипломатите Мертенс и Античи също присъстват на заседанията на съответния формат на КОРЕПЕР и изготвят докладите от заседанията, отразяващи дискусиите и взетите решения.
Всяка точка от дневния ред на сесиите на Съвета на министрите първо минава през КОРЕПЕР. Това е първата проверка за нагласата на правителствата по даден въпрос, тъй като посланиците поддържат непрекъснато връзка със своите правителства. Правило: КОРЕПЕР не гласува.
Решенията в Съвета на министрите се вземат чрез гласуване с мнозинство, ако в договорите не е предвидено друго. На практика, обаче винаги е предвидено, което означава гласуване с единодушие или квалифицирано мнозинство. До 1986 г. се гласува с единодушие. При първата ревизия на Учредителните договори, по въпросите на изграждане на вътрешния пазар, е решено Съвета на министрите да гласува по тях с квалифицирано мнозинство. След това с всяка ревизия се увеличава броят на сферите, в които да се гласува така. Квалифицираното мнозинство обикновено е 2/3.
В Европейския съюз обаче то се формира на принципа на притегляне на гласовете. Това означава, че всяка държава има различен брой гласове, т.е. гласовете тежат различно при формиране на квалифицираното мнозинство. Големите държави имат по 29 гласа. Испания и Полша – по 27. Изчисляват се по % на населението. България има 10 гласа. Общият брой на гласовете е 345. От него се изчислява квалифицираното мнозинство. Решенията се приемат при най-малко 258 гласа. Блокиращото мнозинство е 90 гласа. За да се избегне риска от блокиране на решение при общата външна политика и политика за сигурност, и сътрудничеството в правосъдието и вътрешните работи, е въведено правилото на „конструктивното въздържание“ – чл. 240 от ДФЕС.
Единодушно все още се гласува в областта на данъчното облагане, аудиовизията и други сфери, които остават подвластни на държавите членки на ЕС. В областта на външната политика и сигурността обаче единодушието е принцип.

## Създаване на КОРЕПЕР
В учредителния договор за създаване ЕОВС през 1952 г. не се съдържат разпоредби относно организационната структура на Специалния съвет . Въпреки това, около седем месеца след създаването на Общността, през февруари 1953 г., се стига до учредяването на „координационен комитет“ (КОКОР). Това се дължи на комплексния характер на процеса на вземане на решения на тази нова институция и нуждата от обсъждане и съгласуване на позициите на шест държави членки преди официални заседания. КОКОР не е постоянен орган. Състои се от представители на държавите членки, които пътуват от националните столици до Люксембург за заседанията на КОКОР и се сменят в зависимост от темите в дневния ред. Комитетът играе изключително успешна роля в съгласуването и подготвянето на заседанията на Съвета.
През 1958 г. в Договорите за създаване на ЕИО и Евратом вече присъства възможността „да се предвиди създаването на комитет, състоящ се от представители на държавите членки“, чиито задачи и правомощия да се определят от съответния съвет . А на 25 януари същата година, двата съвета вземат решение за създаване на Комитет на постоянните представители на правителствата на държавите членки на ЕС, съкратено КОРЕПЕР. Членовете на КОРЕПЕР получават ранга и привилегиите на посланици. Тяхното работно място е в Брюксел в т.нар. постоянни представителства. Те биват подпомагани от екип, съставен от национални експерти, които са командировани от съответните национални министерства. КОРЕПЕР е натоварен с подготовката на работата на Съвета на ЕИО и Съвета на Евратом, както и с други, възложени им от двата съвета задачи.
На 1 юли 1967 г., със сливането на изпълнителните органи, за първи път в първичното законодателство е заложено съществуването на КОРЕПЕР. В член 4 от Договора за сливане се посочва КОРЕПЕР и ролята му като „Комитет на постоянните представители“. Той вече е отговорен за подготовката на работата на единствения Съвет. Договорът от Маастрихт (МД) от 1993 г. включва същността на член 4 в учредителния Договор за Европейския съюз, а Договорът от Амстердам от 1999 г. дава на КОРЕПЕР право да взема процедурни решения. Тези две роли биват запазени в Договора от Лисабон, който влиза в сила през декември 2009 г.
Поради натоварения работен график, през 1962 г. КОРЕПЕР се разделя на две части – КОРЕПЕР (I част), който се състои от заместник постоянните представители и разглежда въпроси от по-техническо естество, и КОРЕПЕР (II част), който се състои от самите постоянни представители и подготвя работата по политически и икономически въпроси от хоризонтален характер.
Посочената в Договорите основна задача на КОРЕПЕР да подготвя работата на Съвета не дава пълна представа за решаващото значение на Комитета през годините за гладкото функциониране на институцията. Още от създаването си КОРЕПЕР играе особено важна роля в провеждането на сложни и трудни преговори. През дългите, напрегнати часове съвместна работа членовете на КОРЕПЕР трупат важен опит, който помага на държавите членки да постигнат компромис.

## Първи постоянни представители – 1958 г.
- Жан-Шарл Сной и д’Опюр, Белгия, постоянен представител към ЕИО, назначен през април 1958 г.

- Йозеф ван Тихелен, Белгия, постоянен представител към Евратом, назначен през април 1958 г.

- Карл Фридрих Опхюлс от Федерална република Германия е постоянен представител към ЕИО и Евратом, назначен през юни 1958 г.

- Ерик дьо Карбонел, Франция, постоянен представител към ЕИО и Евратом, назначен през април 1958 г.

- Атилио Катани, Италия, постоянен представител към ЕИО и Евратом, назначен през февруари 1958 г.

- Ламбер Шаус, Люксембург, постоянен представител към ЕИО и Евратом, назначен през февруари 1958 г.

- Албер Боршет, Люксембург, постоянен представител към ЕИО и Евратом, назначен през декември 1958 г.
- Йоханес Линтхорст Хоман, Нидерландия, постоянен представител към ЕИО и Евратом, назначен през март 1958 г.